# 제67회 아카데미상
제67회 아카데미상은 1995년 3월 27일에 열린 시상식이다. LA 슈라인 오디토리옴에서 개최되었으며 사회자는 데이비드 레터맨이다.

## 후보 및 수상

### 작품상
- 포레스트 검프 - 웬디 피너먼 수상
- 네번의 결혼식과 한번의 장례식 - 던컨 켄워시
- 펄프 픽션 - 로렌스 벤더
- 퀴즈 쇼 - 마이클 제이콥스
- 쇼생크 탈출 - Niki Marvin

### 남우주연상
- 포레스트 검프 - 톰 행크스 수상
- 조지 왕의 광기 - 나이젤 호손
- 노스바스의 추억 - 폴 뉴먼
- 펄프 픽션 - 존 트라볼타
- 쇼생크 탈출 - 모건 프리먼

### 여우주연상
- 블루 스카이 - 제시카 랭 수상
- 의뢰인 - 수잔 서랜든
- 작은 아씨들 - 위노나 라이더
- 넬 - 조디 포스터
- Tom & Viv - 미란다 리처드슨

### 남우조연상
- 에드 우드 - 마틴 랜도 수상
- 브로드웨이를 쏴라 - 채즈 팰민테리
- 포레스트 검프 - 게리 시나이즈
- 펄프 픽션 - 사무엘 L. 잭슨
- 퀴즈 쇼 - 폴 스코필드

### 여우조연상
- 브로드웨이를 쏴라 - 다이앤 위스트 수상
- 브로드웨이를 쏴라 - 제니퍼 틸리
- 조지 왕의 광기 - 헬렌 미렌
- 펄프 픽션 - 우마 서먼
- Tom & Viv - 로즈매리 해리스

### 감독상
- 포레스트 검프 - 로버트 제멕키스 수상
- 브로드웨이를 쏴라 - 우디 앨런
- 펄프 픽션 - 쿠엔틴 타란티노
- 퀴즈 쇼 - 로버트 레드포드
- 세가지 색 - 레드 - 크지슈토프 키에슬로프스키

### 각본상
- 펄프 픽션 - 쿠엔틴 타란티노 수상
- 브로드웨이를 쏴라 - 우디 앨런
- 네번의 결혼식과 한번의 장례식 - 리차드 커티스
- 천상의 피조물 - 프란 월쉬
- 세가지 색 - 레드 - 크지슈토프 피에시비츠

### 각색상
- 포레스트 검프 - 에릭 로스 수상
- 조지 왕의 광기 - 앨런 베넷
- 노스바스의 추억 - 로버트 벤튼
- 퀴즈 쇼 - 폴 아타나시오
- 쇼생크 탈출 - 프랭크 다라본트

### 촬영상
- 가을의 전설 - 존 톨 수상
- 포레스트 검프 - 돈 버제스
- 쇼생크 탈출 - 로저 디킨스
- 세가지 색 - 레드 - 피오트 소보신스키
- 와이어트 어프 - 오웬 로이즈먼

### 편집상
- 포레스트 검프 - 아서 슈미트 수상
- Hoop Dreams - Frederick Marx
- 펄프 픽션 - 샐리 멘키
- 쇼생크 탈출 - 리처드 프란시스 브루스
- 스피드 - 존 라이트

### 미술상
- 조지 왕의 광기 - 켄 애덤 수상
- 브로드웨이를 쏴라 - 산토 로쿼스토
- 포레스트 검프 - 릭 카터
- 뱀파이어와의 인터뷰 - 단테 페레티
- 가을의 전설 - 릴리 킬버트

### 의상상
- 프리실라 - 리지 가디너 수상
- 브로드웨이를 쏴라 - 제프리 커랜드
- 작은 아씨들 - 콜린 앳우드
- 매버릭 - 에이프릴 페리
- 여왕 마고 - Moidele Bickel

### 분장상
- 에드 우드 - 릭 베이커 수상
- 포레스트 검프 - Daniel C. Striepeke
- 프랑켄슈타인 - Daniel Parker

### 음악상
- 라이온 킹 - 한스 짐머 수상
- 포레스트 검프 - 앨런 실버스트리
- 뱀파이어와의 인터뷰 - 엘리엇 골든덜
- 작은 아씨들 - 토머스 뉴먼
- 쇼생크 탈출 - 토머스 뉴먼

### 주제가상
- 라이온 킹 - 엘튼 존 수상
- 쥬니어 - Carole Bayer Sager
- 페이퍼 - 랜디 뉴먼

### 음향편집상
- 스피드 - Stephen Hunter Flick 수상
- 긴급 명령 - Bruce Stambler
- 포레스트 검프 - Gloria S. Borders

### 음향믹싱상
- 스피드 - Gregg Landaker 수상
- 긴급 명령 - Donald O. Mitchell
- 포레스트 검프 - 랜디 돔
- 가을의 전설 - Paul Massey
- 쇼생크 탈출 - Robert J. Litt

### 시각효과상
- 포레스트 검프 - 켄 랄스톤 수상
- 마스크 - 스콧 스콰이어즈
- 트루 라이즈 - 존 브루노

### 외국어영화상
- 위선의 태양 - 니키타 미칼코프 수상
- 파리넬리 - 제자르 꼬르비오
- 딸기와 초콜렛 - 토마스 구티에레즈 알레아
- 비포 더 레인 - Milcho ManchevskiYinshi nan nu

### 단편애니메이션상
- Bob's Birthday - Alison Snowden 수상
- The Big Story - Tim Watts
- The Janitor - Vanessa Schwartz
- Le Moine et le poisson - 마이클 두독 드 비트
- Triangle - Erica Russell

### 단편영화상
- Franz Kafka's It's a Wonderful Life - 피터 카팔디 수상
- Trevor - 페기 라스키
- Kangaroo Court - 숀 에스틴
- On Hope - 조베스 윌리암스
- Syrup - Paul Unwin

### 장편다큐멘터리상
- Maya Lin: A Strong Clear Vision - Freida Lee Mock 수상
- Complaints of a Dutiful Daughter - Deborah Hoffmann
- D-Day Remembered - Charles Guggenheim
- Freedom on My Mind - Connie Field
- A Great Day in Harlem - Jean Bach

### 단편다큐멘터리상
- A Time for Justice - Charles Guggenheim 수상
- 89mm Od Europy - Marcel Lozinski
- Blues Highway - Vince DiPersio
- School of the Americas Assassins - Robert Richter
- Straight from the Heart - 디 모스마처

### 공로상
- 미켈란젤로 안토니오니 수상

### 진 허숄트 박애상
- Quincy Jones 수상

### 어빙 탤버그 상
- 클린트 이스트우드 수상
- 표창메달John A. Bonner 수상

## 같이 보기
- 제1회 미국 배우 조합상
- 제15회 골든 래즈베리상
- 제48회 영국 아카데미 영화상
- 제52회 골든 글로브상